# Grzymisława
Grzymisława, Grzymsława – staropolskie imię żeńskie. Składa się z członu Grzymi- ("grzmieć") i -sława ("sława"). Mogło oznaczać "posiadająca szeroką sławę". Imię to nosiła małżonka Leszka Białego, matka bł. Salomei i księcia Bolesława Wstydliwego.
Forma męska: Grzymisław, Grzymosław, Grzymsław, Grzmisław, Grzysław.
Grzymisława imieniny obchodzi 24 grudnia.